# Сервия (дим)
Се́рвия (греч. Δήμος Σερβίων) — община (дим) в Греции. Административно относится к периферийной единице Козани в периферии Западная Македония. Население 11 382 человек по переписи 2011 года. Площадь 600,085 км². Плотность 18,97 человека на км². Административный центр — Сервия. Димархом на местных выборах 2019 года избран Христос Элефтериу (Χρήστος Ελευθερίου).
Община Сервия создана в 1964 году (ΦΕΚ 185Α). В 1997 году (ΦΕΚ 244Α) к общине присоединён ряд населённых пунктов. В 2010 году (ΦΕΚ 87Α) по программе «Калликратис» создана община Сервия-Велвендос (Σερβίων-Βελβεντού), к которой присоединены упразднённые общины Сервия, Велвендос, Камвуния и Ливадерон. В 2019 году (ΦΕΚ 43Α) вновь созданы общины Сервия и Велвендос.